# 捉兔记
《捉兔记》（Catch that Rabbit）是美国作家艾萨克·阿西莫夫创作的一篇短篇科幻小说。这篇小说初次出版在1944年二月的《超级科学故事》（Super Science Stories）杂志上。后来收录于1950年的《我，机器人》(I, Robot)和1982年的《机器人全集》（The Complete Robot）。

## 故事梗概
這一次，鮑威爾和杜魯門在一個小行星礦站對一名為戴夫（Dave）的DV-5型機器人進行實地檢測。戴夫管理著六個從屬機器人，他們之間通過一種還不清楚工作原理的正子場通信。檢測中戴夫停止了產礦，而且不能解釋其原因。於是鮑威爾和杜魯門對戴夫進行祕密監視，發現每次當意外發生時，戴夫和他的手下就開始奇怪地走走跳跳。但是如果這時有人在場，戴夫和其他機器人則表現得非常正常。
故事中，阿西莫夫用了擬人化的手法，描寫當戴夫無法勝任工作時（意外發生時他要同時控制六個下屬），就會出現近似於歇斯底里的狀態，開始擺弄起自己的六個“手指”（機器人下屬）。
後來鮑威爾用雷管槍打爆其中一個下屬，才讓戴夫恢復正常。